# Lunxhëri

Lunxhëri (en grec moderne : Λιούντζη) est une municipalité du district de Gjirokastër, dans le sud de l’Albanie. Elle est composée des communautés d’Erind, Muzo Asqeri, Nokovë, Mingull, Këllez, Dhoksat, Qestorat, Saraqinisht, Stegopull, Selckë et Odrie. En 2001, Lunxhëri était peuplée par 2 814 habitants.